# گورا (شهرستان یاروچین)
گورا (به لاتین: Góra) یک روستا در لهستان است که در گمینا یاراچوو واقع شده‌است.